# Masahiro Sukigara
Masahiro Sukigara (jap. 鋤柄 昌宏, Sukigara Masahiro; * 2. April 1966 in Tokio) ist ein ehemaliger japanischer Fußballspieler.

## Karriere

### Verein
Sukigara spielte in der Jugend für die Universität Tsukuba. Er begann seine Karriere bei Verdy Kawasaki, wo er von 1989 bis 1994 spielte. 1994 folgte dann der Wechsel zu Urawa Red Diamonds. 1995 folgte dann der Wechsel zu Fukushima FC. 1997 beendete er seine Spielerkarriere.

### Nationalmannschaft
Sukigara wurde 1988 in den Kader für die Asienmeisterschaft 1988 berufen, kam jedoch nicht zum Einsatz.

## Errungene Titel

### Mit seinen Vereinen
- J1 League: 1993, 1994
- J. League Cup: 1992, 1993, 1994